# ايمانويل أبيا
ايمانويل أبيا (بالإنجليزية: Emmanuel Appiah)‏ هو لاعب كرة قدم غاني، ولد في 26 سبتمبر 1993 في Sampa, Ghana ‏ في غانا. لعب مع تشارلوت إندبنتنس وكولورادو رابيدز.

## وصلات خارجية
- ايمانويل أبيا على موقع الدوري الأمريكي (الإنجليزية)
- ايمانويل أبيا على موقع قاعدة بيانات كرة القدم.إي يو (الإنجليزية)
- ايمانويل أبيا على موقع AS.com (الإسبانية)